# You Want This
«You Want This» es una canción de la cantautora estadounidense Janet Jackson de su quinto álbum de estudio, Janet (1993). Lanzada como el séptimo sencillo del álbum (sexto y último en los EE. UU.) en octubre de 1994, la canción fue escrita y producida por Jackson, Jimmy Jam y Terry Lewis. La versión sencilla, también utilizada en el video musical dirigido por Keir McFarlane, presentó un verso de rap adicional de MC Lyte. La canción fue incluida en el libro Rock Song Index: The 7500 Most Important Songs for the Rock and Roll Era (2005) de Bruce Pollock.
Basada en samples de la canción "Love Child" de Diana Ross & The Supremes de 1968 y la canción "Jungle Boogie" de Kool & the Gang de 1973, la canción trata sobre las chicas que le dicen a Jackson que un chico está mirando y la sigue mirando. Jackson proclama que si el chico quiere estar con ella, tiene que trabajar para conseguirlo. El sencillo contiene dos caras B, la canción de Janet "New Agenda" y la entonces inédita "70's Love Groove", que también aparece en su álbum de remixes "Janet Remixed". En Estados Unidos, sin embargo, "70's Love Groove" figura como doble cara A junto con "You Want This" en el Billboard Hot 100, a partir de su tercera semana.